# Pseudobarbus phlegethon
Pseudobarbus phlegethon är en fiskart som först beskrevs av Keppel Harcourt Barnard, 1938.  Pseudobarbus phlegethon ingår i släktet Pseudobarbus och familjen karpfiskar. IUCN kategoriserar arten globalt som starkt hotad. Inga underarter finns listade i Catalogue of Life.